# Huma-Porcellone-syndromet
Huma-Porcellone-syndromet er en dansk kortfilm fra 2007 med instruktion og manuskript af Signe Astrup.

## Handling
Denne artikel mangler et handlingsreferat. Hjælp os med at skrive det.

## Medvirkende
- Sigurd Emil Roldborg - Jens Bonde
- Stine Holm Joensen - Gitte Bonde
- Katja Dyring - Eva Nielsen
- Anelia Alexandrova - Turist fra Bulgarien
- Thomas Hailer - Turist fra Schweiz
- Dipen Amitabh Patel - Turist fra Indien
- Maria Madsen - Turist fra USA
- Linda Frøkjær Jensen - Turist fra Brasilien
- Ivan Jensen - Turist fra Tyskland
- Bitten Yvette Jakobsen - Turist fra Tyskland
- Kristoffer Jakobsen - Turist fra Tyskland